# UAE Team Emirates XRG
UAE Team Emirates XRG (codul UCI: UAD) este o echipă de ciclism de șosea din Emiratele Arabe Unite. Echipa concurează la nivel de UCI WorldTeam încă de când UCI World Tour a fost format ca fiind categoria de top a ciclismului pe șosea în 2005. Cu toate acestea, echipa a fost suspendată temporar din ProTour în 2010, ratând un eveniment ProTour.
Managerul general, Giuseppe Saronni, a fost el însuși un faimos ciclist profesionist, campion mondial și câștigător a două ediții ale Turului Italiei.